# Klášter Saint-Hilaire
Klášter Saint-Hilaire je ve vsi Saint-Hilaire mezi Limoux a Carcassonne na jihu Francie v Aude.
První písemné zmínky o klášteře v Saint-Hilaire jsou z roku 825. V roce 970 přijal klášter benediktinskou řeholi.
V klášteře je možné vidět vrcholnou ukázku stavebnictví a sochařství doby románské sarkofág sv. Saturnina z Toulouse.